# Rousserolle d'Orient
Acrocephalus orientalis
Espèce
La Rousserolle d'Orient (Acrocephalus orientalis) est une espèce asiatique de passereaux de la famille des Acrocephalidae.

## Répartition

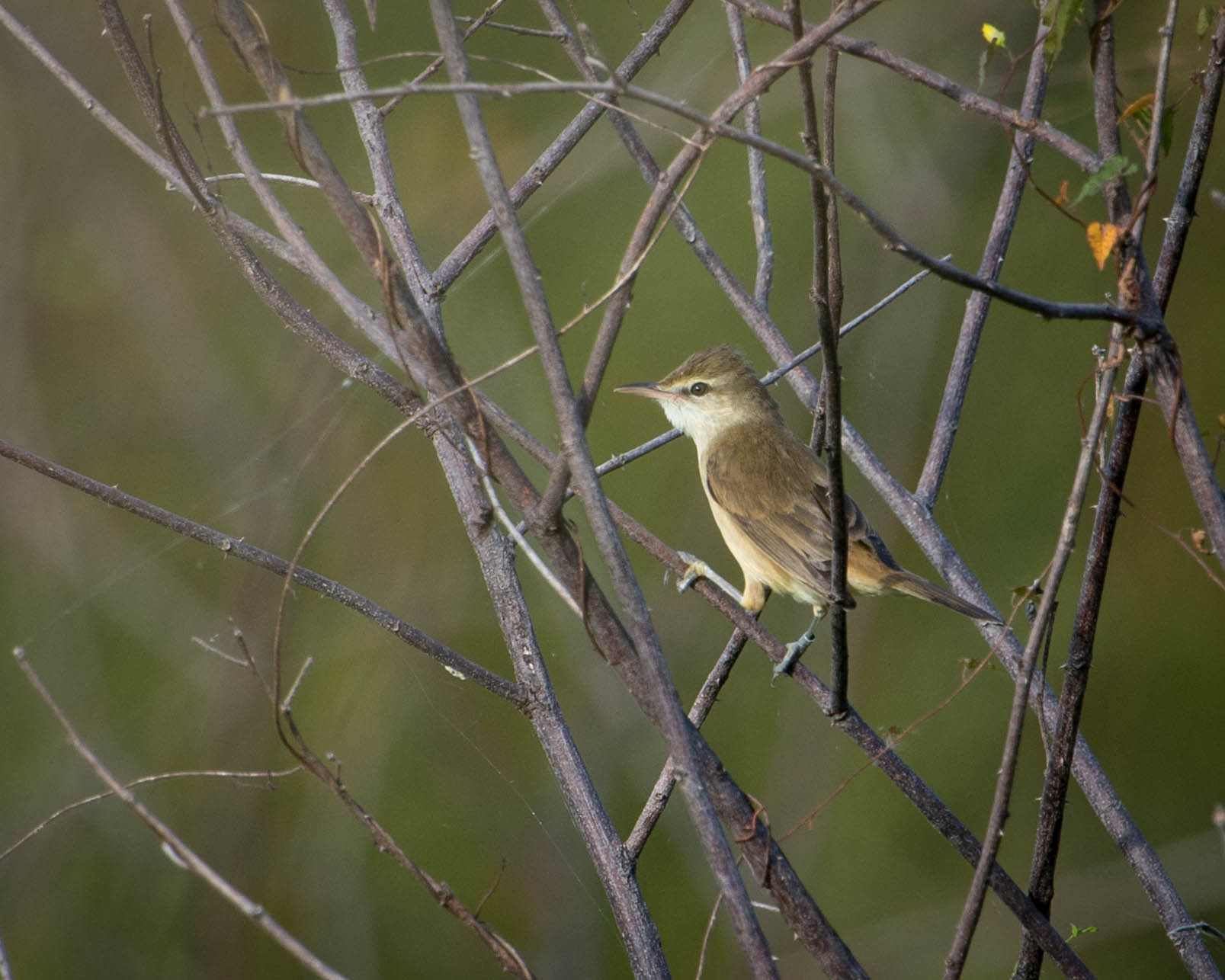
Rousserolle d'Orient, Bueng Boraphet, Thaïlande.

L'espèce se reproduit du sud-est de la Sibérie au nord de la Chine, en passant par la Mongolie. Migratrice, en hiver, elle est présente au sud de l'Asie, jusque dans les Philippines et rarement dans le nord de l'Australie. Elle est également considérée comme migratrice occasionnelle en Palestine et au Koweït. Elle est aussi notée comme rare au Népal.

## Dénomination
Ce taxon porte en français le nom vernaculaire ou normalisé suivant : Rousserolle d'Orient.

## Systématique
Le nom valide complet (avec auteur) de ce taxon est Acrocephalus orientalis (Temminck & Schlegel, 1847).
L'espèce a été initialement classée dans le genre Salicaria sous le protonyme Salicaria turdina orientalis Temminck & Schlegel, 1847.